# Йорк (Нью-Брансвік)
Графство Йорк (англ. York) — графство в Канаді, у провінції Нью-Брансвік.

## Населення
За даними перепису 2016 року, графство нараховувало 99411 жителів, показавши зростання на 2,2%, порівняно з 2011-м роком. Середня густина населення становила 12,2 осіб/км².
З офіційних мов обидвома одночасно володіли 20 685 жителів, тільки англійською — 76 835, тільки французькою — 335, а 685 — жодною з них. Усього 6 350 осіб вважали рідною мовою не одну з офіційних, з них 115 — одну з корінних мов, а 55 — українську.
Працездатне населення становило 64,7% усього населення, рівень безробіття — 9,2% (10,8% серед чоловіків та 7,5% серед жінок). 90% були найманими працівниками, 8,2% — самозайнятими.
Середній дохід на особу становив $43 084 (медіана $34 225), при цьому для чоловіків — $50 238, а для жінок $36 444 (медіани — $40 853 та $28 652 відповідно).
27,6% мешканців мали закінчену шкільну освіту, не мали закінченої шкільної освіти — 14,1%, 58,2% мали післяшкільну освіту, з яких 50,5% мали диплом бакалавра, або вищий, 1,255 осіб мали вчений ступінь.
| Статево-вікова структура населення | Статево-вікова структура населення | Статево-вікова структура населення | Статево-вікова структура населення | Статево-вікова структура населення |
| ---------------------------------- | ---------------------------------- | ---------------------------------- | ---------------------------------- | ---------------------------------- |
|                                    |                                    |                                    |                                    |                                    |
| Всього                             | Всього                             | 48,5%51,5%                         |                                    |                                    |
| 0 — 14 років                       | 0 — 14 років                       |                                    | 16,2%                              | 16,2%                              |
| 15 — 64 років                      | 15 — 64 років                      |                                    | 66,4%                              | 66,4%                              |
| 65 і більше                        | 65 і більше                        |                                    | 17,4%                              | 17,4%                              |
| 85 і більше                        | 85 і більше                        |                                    | 2%                                 | 2%                                 |
| 100 і більше                       | 100 і більше                       |                                    | 0%                                 | 0%                                 |
| Середній вік (років)               | Середній вік (років)               | 40,342,0                           | 41,2                               | 41,2                               |
| Медіана (років)                    | Медіана (років)                    | 40,642,5                           | 41,6                               | 41,6                               |
| — чоловіки — жінки                 |                                    |                                    |                                    |                                    |

| Походження мешканців:     | Походження мешканців:     | Походження мешканців: | Походження мешканців: | Походження мешканців: |
| ------------------------- | ------------------------- | --------------------- | --------------------- | --------------------- |
| Походження                |                           |                       | осіб                  | %                     |
| Корінні американці        | Корінні американці        |                       | 6 505                 | 6.64%                 |
| Інше північноамериканське | Інше північноамериканське |                       | 44 260                | 45.17%                |
| Європейське               | Європейське               |                       | 66 495                | 67.87%                |
| британське                | британське                |                       | 55 975                | 57.13%                |
| французьке                | французьке                |                       | 16 870                | 17.22%                |
| українське                | українське                |                       | 820                   | 0.84%                 |
| Карибське                 | Карибське                 |                       | 280                   | 0.29%                 |
| Латинськоамериканське     | Латинськоамериканське     |                       | 530                   | 0.54%                 |
| Африканське               | Африканське               |                       | 1 245                 | 1.27%                 |
| Азійське                  | Азійське                  |                       | 5 750                 | 5.87%                 |
| Океанійське               | Океанійське               |                       | 140                   | 0.14%                 |

| Зайнятість населення за галузями (за класифікацією NOC): | Зайнятість населення за галузями (за класифікацією NOC): | Зайнятість населення за галузями (за класифікацією NOC): | Зайнятість населення за галузями (за класифікацією NOC): | Зайнятість населення за галузями (за класифікацією NOC): |
| -------------------------------------------------------- | -------------------------------------------------------- | -------------------------------------------------------- | -------------------------------------------------------- | -------------------------------------------------------- |
|                                                          |                                                          |                                                          |                                                          |                                                          |
| Управління                                               | Управління                                               |                                                          | 10,6%                                                    | 10,6%                                                    |
| Бізнес, фінанси та адміністрування                       | Бізнес, фінанси та адміністрування                       |                                                          | 15,3%                                                    | 15,3%                                                    |
| Природничі та прикладні науки                            | Природничі та прикладні науки                            |                                                          | 9,5%                                                     | 9,5%                                                     |
| Охорона здоров'я                                         | Охорона здоров'я                                         |                                                          | 7,3%                                                     | 7,3%                                                     |
| Освіта, правозахист, муніципальні та урядові служби      | Освіта, правозахист, муніципальні та урядові служби      |                                                          | 15,6%                                                    | 15,6%                                                    |
| Мистецтво, культура, відпочинок та спорт                 | Мистецтво, культура, відпочинок та спорт                 |                                                          | 2,8%                                                     | 2,8%                                                     |
| Роздрібна торгівля та послуги                            | Роздрібна торгівля та послуги                            |                                                          | 23,7%                                                    | 23,7%                                                    |
| Гуртова торгівля, транспорт та обладнання                | Гуртова торгівля, транспорт та обладнання                |                                                          | 11,7%                                                    | 11,7%                                                    |
| Природні ресурси, сільське господарство                  | Природні ресурси, сільське господарство                  |                                                          | 2%                                                       | 2%                                                       |
| Виробництво                                              | Виробництво                                              |                                                          | 1,6%                                                     | 1,6%                                                     |

## Населені пункти
До графства входять місто Фредериктон, містечко Накавік, парафії Брайт, Дамфріс, Дуглас, Квінсбері, Кентербері, Кінгсклір, МакАдам, Маннерс-Саттон, Норт-Лейк, Нью-Меріленд, Прінс-Вільям, Саутгемптон, Сент-Меріс, Стенлі, села Гарві, Кентербері, МакАдам, Медактик, Міллвілл, Нью-Меріленд, Стенлі, сільська община Генвелл, індіанські резервації Девон 30, Кінгсклір 6, а також хутори, інші малі населені пункти та розосереджені поселення.

## Клімат
Середня річна температура становить 4,8°C, середня максимальна – 23°C, а середня мінімальна – -16,6°C. Середня річна кількість опадів – 1 103 мм.
| Клімат поселення                              | Клімат поселення | Клімат поселення | Клімат поселення | Клімат поселення | Клімат поселення | Клімат поселення | Клімат поселення | Клімат поселення | Клімат поселення | Клімат поселення | Клімат поселення | Клімат поселення | Клімат поселення |
| Показник                                      | Січ.             | Лют.             | Бер.             | Квіт.            | Трав.            | Черв.            | Лип.             | Серп.            | Вер.             | Жовт.            | Лист.            | Груд.            |                  |
| Середній максимум, °C                         | −4,32            | −2,83            | 2,83             | 9,43             | 16,59            | 21,58            | 23,01            | 22,54            | 17,36            | 11,31            | 5,16             | −2,52            |                  |
| Середня температура, °C                       | −10,44           | −8,95            | −3,3             | 3,30             | 10,48            | 15,46            | 18,69            | 18,21            | 13,04            | 7,00             | 0,82             | −6,85            |                  |
| Середній мінімум, °C                          | −16,55           | −15,08           | −9,4             | −2,8             | 4,36             | 9,34             | 14,38            | 13,88            | 8,70             | 2,68             | −3,49            | −11,15           |                  |
| Норма опадів, мм                              | 100              | 66               | 87               | 84               | 100              | 88               | 100              | 87               | 92               | 96               | 104              | 99               |                  |
| Середньомісячна швидкість вітру, м/с          | 3.60             | 3.66             | 3.86             | 3.74             | 3.42             | 3.00             | 2.70             | 2.55             | 2.84             | 3.20             | 3.40             | 3.55             |                  |
| Середньомісячна сонячна радіація, кДж/м²·день | 5331             | 8495             | 12255            | 15530            | 18303            | 20270            | 19882            | 17617            | 13143            | 8348             | 4995             | 4160             |                  |
| --------------------------------------------- | ---------------- | ---------------- | ---------------- | ---------------- | ---------------- | ---------------- | ---------------- | ---------------- | ---------------- | ---------------- | ---------------- | ---------------- | ---------------- |
| Джерело:                                      |                  |                  |                  |                  |                  |                  |                  |                  |                  |                  |                  |                  |                  |